# Prionyx macula
Prionyx macula là một loài côn trùng cánh màng trong họ Sphecidae, thuộc chi Prionyx. Loài này được Fabricius miêu tả khoa học đầu tiên năm 1804.